# Jiří Klem
Jiří Klem (* 18. března 1944 Liberec) je český herec a divadelní pedagog. Jedná se o herce s velmi výrazným a znělým charakteristickým hlasovým projevem, který využívá i v dabingu.

## Život
Od mládí hrál ochotnicky divadlo, po absolutoriu střední školy v Úpici vystudoval v roce 1966 pražskou DAMU. Své první angažmá si odbyl v Krejčově souboru Divadla za branou, odkud po jeho zrušení přešel do smíchovského Realistického divadla (po jeho přejmenování pozdější Divadlo Labyrint), kde působil téměř 25 let. Zvrat proběhl na počátku 90. let v souvislosti se společenskými změnami po Sametové revoluci. V roce 1994 byl po úraze bez angažmá ve svobodném povolání, od roku 1998 do roku 2002 působil v Divadle Komedie, od roku 2002 hraje v Divadle ABC, které spadá pod Městská divadla pražská.
V letech 1975 až 1990 působil také jako divadelní pedagog na pražské DAMU.
Ve filmu a v televizi se jedná v převážné míře o herce malých a vedlejších rolí, zde snad s výjimkou televizní adaptace hry Kráska a zvíře z roku 1971, kde si úspěšně zahrál hlavní úlohu prince.
Z jeho hlasových počinů jmenujme například ságu Star Wars nebo úspěšné české filmy Jak vytrhnout velrybě stoličku a Jak dostat tatínka do polepšovny, kde propůjčil svůj hlas postavě Jindřicha, kterou ztvárnil Vlastimil Harapes. V TV Nova a Telka namlouvá upoutávky a různé komentáře.

## Divadelní role, výběr
- 1984 Grigorij Gorin: Poslední smrt Jonathana Swifta, Doktor Simpson, Realistické divadlo, režie Miroslav Krobot j. h.
- 1985 Vasilij Šukšin: Čáry na dlani, Kajgorodov, artista, Realistické divadlo, režie Miroslav Krobot
- 1987 Edvard Radzinskij: Lunin aneb Jakubova smrt, zaznamenaná v přítomnosti pána, Realistické divadlo Zdeňka Nejedlého, překlad: Alena Morávková, scéna a kostýmy: Otakar Schindler, dramaturgie: Vlasta Gallerová, režie: Miroslav Krobot, hráli: Jiří Adamíra, Ladislav Potměšil, Jiří Klem, Jorga Kotrbová, Ivanka Devátá, Miloš Hlavica, Ladislav Kazda, Karel Pospíšil, Jiří Mikota, Jan Vlasák nebo Zdeněk Žák, Stanislav Hájek. Československá premiéra 12. března 1987.

## Rozhlasové role
- 1994 Oldřich Daněk: Vzpomínka na Hamleta, Český rozhlas, hráli: Královna norská (Marta Vančurová), Klaudius (Josef Vinklář), Horatio (Lukáš Hlavica), Kapitán (Jiří Klem) a hlášení a odhlášení (Hana Brothánková), dramaturgie: Oldřich Knitl, režie: Josef Henke[1]
- 1995 Jan Neruda Figurky, Rozhlasová komedie na motivy stejnojmenné povídky ze sbírky Povídky malostranské. Dramatizace Jiří Just. Hudba Petr Mandel. Dramaturg Josef Hlavnička. Režie Vlado Rusko. Osoby a obsazení: Doktor (Ivan Trojan), Morousek (Jan Novotný), Vilhelmová (Naďa Konvalinková), Provazník (Vladimír Krška), Otylie (Zuzana Petráňová), Domácí (Oldřich Velen), Malíř (Antonín Molčík), Malířová (Růžena Merunková), Pepík (Matěj Sviták), Hostinský (Jaroslav Moučka), Nadporučík (Jiří Klem), Sekundant (Petr Křiváček), Lékař (Rudolf Pechan) a Pouliční zpěvák (Petr Křiváček).
- 2002 Thomas Bernhard: Minetti. Portrét umělce jako starého muže (Minetti. Ein Portrait des Künstlers als alter Mann). 1977, Český rozhlas, úprava a režie Josef Henke, překlad: Josef Balvín, osoby a obsazení: Minetti (Otomar Krejča), Dáma (Antonie Hegerlíková), dívka (Anna Suchánková), Hotelový vrátný (Soběslav Sejk), Hotelový sluha (Miroslav Masopust), Muž se psí maskou (Jiří Klem), lilipután + maškara + harmonika (Petr Šplíchal), Opilec + maškara (Josef Plechatý), starý kulhající muž (Josef Henke), Maškara + dívčin přítel (Viktor Dvořák), Maškary (Dana Verzichová, David Švehlík, Aleš Pospíšil, Jaroslav Slánský, Jana Stryková, Vladimír Senič a Jiří Litoš) a hlášení (Světlana Lavičková)[2]
- 2004 - Karel Michal: Gypsová dáma; režie: Milan Schejbal, rozhlasová dramatizace: Martin Velíšek, účinkují: František Němec, Boris Rösner, Jan Szymik, Vlasta Žehrová, Jiří Ployhar, Jiří Klem, Bohumila Dolejšová, Kateřina Fixová, Gaston Šubert, Milan Schejbal a Petr Šplíchal, hudba: Petr Mandel.

## Televize
- 1971 Kráska a zvíře (TV inscenace pohádky) – role: zvíře, pán zámku
- 1974 Sokolovo (TV film) – role: Josef Valčík
- 1986 Grófinka (TV inscenace povídky) – role: kapitán Bendl
- 1997 Podivné přátelství herce Jesenia (TV inscenace) – hlavní role: Jiří Jesenius